# Tonovcov grad
Tonovcov grad ist ein Hügel im oberen Tal des Isonzo (slowenisch: Soča) in Slowenien. Die Erhebung liegt oberhalb von Kobarid und trug eine spätantike Höhensiedlung. 

## Lage
Die Erhebung liegt direkt am Isonzo (slowenisch: Soča) und zeichnet sich durch steil abfallende Flanken aus. Dadurch sperrt sie den Durchgang des Tales, was zeitweise von großer strategischer Bedeutung war. Gegenüber, auf der westlichen Seite des Flusses, liegt unterhalb der Anhöhe der kleine Ort Kobarid. Das Gipfelplateau, das von Felsen und zeitweise auch von Steinmauern geschützt war, bedeckt eine Fläche von 150 × 90 m.

## Besiedlungsgeschichte

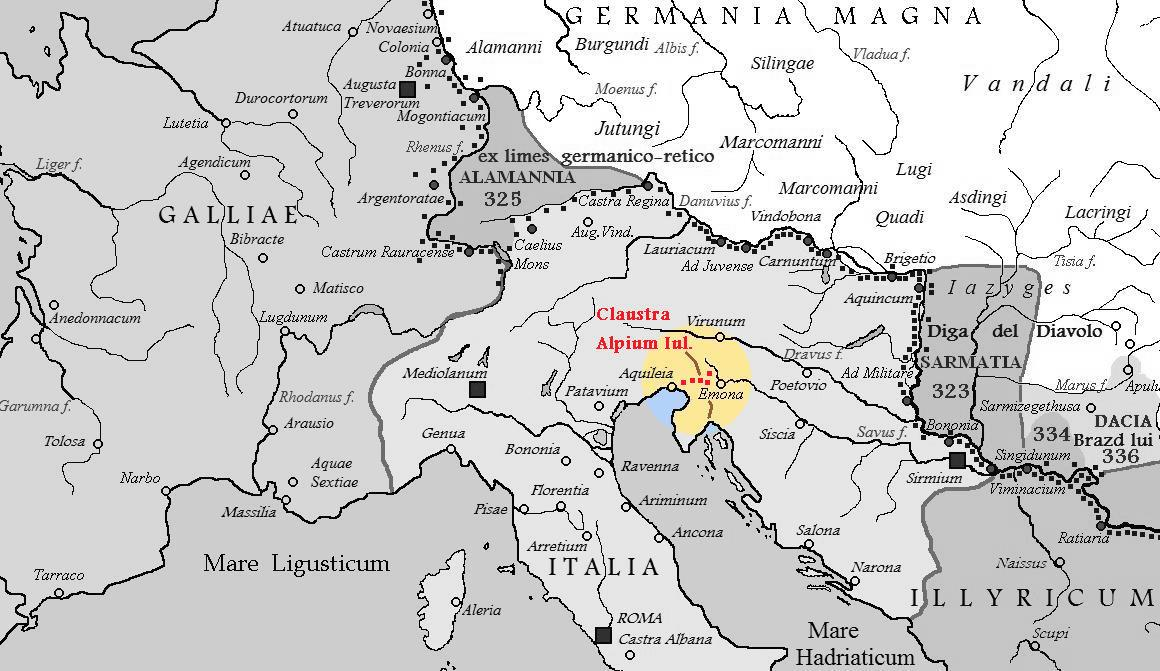
Bereich des Verteidigungssystems Claustra Alpium Iuliarum auf einer Karte des Römischen Reiches

Siedlungsspuren zeugen von einer Nutzung des Berges bereits im Mesolithikum. In spätrömischer Zeit hatte der Platz gemeinsam mit dem benachbarten Hügel Gradič eine wichtige strategische Bedeutung und war einer der wichtigsten Stützpunkte des Claustra Alpium Iuliarum. Dies war ein System von Befestigungen in den Julischen Alpen, das angelegt wurde, um die Zugänge nach Italien gegen einfallende Barbaren zu sichern. So konnte etwa die wichtige Direktverbindung über den Predilpass zwischen Forum Iulii und Kärnten kontrolliert werden. Die Bedeutung von Tonovcov grad wird noch höher eingeschätzt, seit Grabungen ergaben, dass auf dem Hügel Bardo bei San Pietro al Natisone, wo eigentlich eine Sperre dieser Straße vermutet wurde, keine römische Befestigung nachgewiesen wurde.
Bereits seit dem 3. Jahrhundert n. Chr. ist eine römische Höhensiedlung nachweisbar. Aus dieser Zeit sind Münzen, außerdem Bronze- sowie Eisengegenstände, aber keine Gebäudereste bekannt. Unklar ist, ob schon damals eine Befestigungsmauer errichtet wurde. In der zweiten Hälfte des 4. Jahrhunderts und am Beginn des 5. Jahrhunderts scheint die Intensität der Besiedlung den Funden zufolge zugenommen zu haben.  Mauerreste und Ergebnisse vergleichbarer Siedlungen (Rifnik, Brinjeva gora) deuten auf eine Befestigung in dieser Zeit hin. Gesichert ist dies allerdings nicht. Die Metallfunde sind jenen der wichtigen römischen Festung Ad Pirum auf der Passhöhe des Birnbaumer Waldes vergleichbar. Zahlreiche Waffenfunde aus dieser Zeit sprechen für eine Militärbesatzung.
Seine wichtigste Rolle spielte Tonovcov grad im späten 5. Jahrhundert und während des 6. Jahrhunderts, als das Gebiet zuerst Teil des Ostgotischen Reiches war, dann kurzzeitig von Ostrom zurückgewonnen wurde, und schließlich von den Langobarden erobert wurde. Aus dieser Zeit stammen die Ruinen auf dem Plateau, die offenbar Wohngebäude, Befestigungsanlagen, Zisternen und drei Kirchen darstellten. Die Gebäude waren zum Teil recht groß und hatten oft mehrere Räume, die Kirchen etwa maßen einschließlich der Narthizes etwa 20 × 17 m. Die Siedlung selbst war von Felswänden und Steinmauern geschützt. Durch eine weitere Mauer eingefasst, lag direkt vor der Siedlung eine kleinere Vorburg, offenbar um Flüchtlinge aus anderen Orten oder Vieh aufzunehmen. Eine vierte Kirche stellt möglicherweise eine arianische Kirche dar, die während der Herrschaft der Ostgoten oder Langobarden errichtet worden sein könnte. Die Anwesenheit einer langobardischen Besatzung im späten 6. Jahrhundert ist durch den Fund einer Bügelfibel und einer Spatha bezeugt. Ob Goten, zu deren Reich die Festung vorher gehört hatte, sich ebenfalls hier aufhielten, ist unbekannt. Die Mehrheit der Bevölkerung scheint damals romanisch gewesen zu sein. Davon zeugen Bügelfibeln, Armbrustfibeln, Ohrringe und Eisenstilnadeln. Mit dem Einfall der Slawen in der Zeit um 600 wurden viele Befestigungen in Slowenien aufgegeben. Wie lange die Siedlung von Tonovcov grad nach dem Ende des 6. Jahrhunderts weiter bestand, ist unklar.
Die spätere slawenzeitliche Bevölkerung scheint sich in den verfallenen antiken Gebäuden Unterkünfte eingerichtet zu haben. Wie lange diese letzte Besiedlungsphase dauerte, ist unklar. Von dieser Phase sprechen beispielsweise eine karolingische Riemenzunge der Zeit um 800 und ein awarischer Gürtelbeschlag derselben Zeit.